# 1404 Ajax
1404 Ajax è un asteroide troiano di Giove del campo greco del diametro medio di circa 81,69 km. Scoperto nel 1936, presenta un'orbita caratterizzata da un semiasse maggiore pari a 5,3025371 UA e da un'eccentricità di 0,1133237, inclinata di 18,00293° rispetto all'eclittica.
L'asteroide è dedicato ad Aiace Telamonio, l'eroe greco che contese a Ulisse l'armatura di Achille.